# Dobrzelów
Dobrzelów – wieś w Polsce położona w województwie łódzkim, w powiecie bełchatowskim, w gminie Bełchatów.
W latach 1954–1961 wieś należała i była siedzibą władz gromady Dobrzelów, po jej zniesieniu w gromadzie Bełchatów. W latach 1975–1998 miejscowość administracyjnie należała do województwa piotrkowskiego.
Dobrzelów leży na północno-wschodnich obrzeżach Bełchatowa. Przez miejscowość przebiega droga krajowa nr 74.

## Historia
Dobrzelów po raz pierwszy wzmiankowany jest w 1403 roku pod nazwą Dobrzelew. Pierwszymi właścicielami wsi byli Dobrzelewscy herbu Poraj i to od ich nazwiska rodowego wywodzi się nazwa miejscowości. Dobrzelów był kolejno własnością Rychłowskich, później Walewskich, a następnie Rudzkich. Kazimierz i Józefa Gobelowie otrzymali w spadku wieś od Rudzkich, a potem przekazali ją swoim dzieciom. Majątek dobrzelowski został wykupiony za 25 tys. złotych przez Juliana Jaroszyńskiego w 1938. Wieś do 1939 r. posiadał Władysław Jan Jaroszyński, a później jego żona, która sprzedała ją wraz z parkiem dworskim Zygmuntowi Heleniakowi w 1972 r.
W 1827 roku powierzchnia dóbr Dobrzelów wynosiła 1285 mórg, las zajmował 618, łąki i pastwiska 101 oraz grunty orne i ogrody 524 morgi. Obejmowały one Dobrzelów z folwarkiem oraz wsie Zawady, Kałduny, Marianowo i Myszaki. Stał tu wiatrak oraz 10 budynków drewnianych i 12 murowanych. W 1920 dobra liczyły zaledwie 19 ha powierzchni.
W Dobrzelowie znajduje się pochodzący z I poł. XIX wieku zespół dworski, na który składają się oficyna i murowany dwór z facjatkami zbudowany w stylu klasycystycznym.

## Zabytki
Według rejestru zabytków Narodowego Instytutu Dziedzictwa na listę zabytków wpisane są obiekty:
- zespół dworski, 1 poł. XIX:
  - dwór, nr rej.: 169 z 26.05.1967
  - oficyna, nr rej.: 170 z 26.05.1967
  - park, nr rej.: 297 z 31.08.1983 i z 20.12.1995